# Scott McTominay
Scott Francis McTominay (n. 8 decembrie 1996, Lancaster, Anglia, Regatul Unit) este un fotbalist britanic, care joacă pe post de mijlocaș la Napoli în Serie A. Pe plan internațional, are prezențe la națională pentru Scoția.
Pe 30 aprilie 2017, McTominay a fost pe banca de rezerve pentru un meci cu Swansea City în Premier League. A jucat primul său meci în Premier League pe 7 mai, intrând pe teren ca rezervă împotriva lui Arsenal, înainte de a face parte din echipa de start în ultimul meci al sezonului pentru Manchester United din 21 mai, o victorie cu 2-0 acasă cu Crystal Palace.
McTominay este absolvent al academiei de tineret din Manchester United și și-a făcut debutul ca senior la club în mai 2017. Născut în Anglia, s-a calificat pentru a juca pentru Scoția prin tatăl său scoțian. A debutat la nivel internațional la prima reprezentativă în martie 2018 și a reprezentat echipa la UEFA Euro 2020.